# Unikonta
Unikonta je dnes již překonaný obšírný taxon navržený Thomasem Cavalier-Smithem a zahrnující skupiny Opisthokonta (tedy včetně živočichů a hub) a Amoebozoa.
Důvodem vytvoření taxonu, jak vyplývá z názvu, byla hypotéza samostatné vývojové linie, možná sahající až ke společnému předku eukaryot, který měl pouze jeden bičík (na rozdíl od druhé linie se dvěma bičíky, nazvané Bikonta). Souvisejícím znakem je také jen jedna centriola. Významná je také fúze tří genů, patrná u všech unikont, ale u žádných jiných organismů. Tyto geny jsou zodpovědné za syntézu některých enzymů důležitých pro syntézu pyrimidinů.
Pozdější analýzy však později odhalily, že posledním znakem se vyznačují i některá typická bikonta (apusomonády), navíc náznaky druhého bičíku či aspoň druhého bazálního tělíska se vyskytují u mnoha zástupců skupin Opisthokonta a Amoebozoa, proto se od taxonu Unikonta v posledních letech upustilo.
Dnešní obdobou taxonu Unikonta, lépe vystihující současné poznání, jsou dvě superskupiny, lišící se způsobem definice:
- Podiata jsou klasicky výčtem popsanou superskupinou, vycházející ze společného znaku améboidní morfologie a tvorby panožek;[2]
- Amorphea jsou definována kladisticky, jako nejmenší společný klad obsahující druhy Homo sapiens Linnaeus 1758, Neurospora crassa Shear & Dodge 1927 (obojí z Opisthokonta), a Dictyostelium discoideum Raper 1935 (z Amoebozoa).[3]

Tyto superskupiny obě zahrnují dva hlavní taxony/vývojové linie původních unikont – Amoebozoa a Opisthokonta, společně s nepočetnými, původně bikontními skupinami Breviatea a Apusomonada (podle současných představ sesterské skupiny Opisthokont, s nimi tvořící klad Obazoa). Podiata zahrnují ještě parafyletickou skupinu Varisulca zavedenou Thomasem Cavalier-Smithem, obsahující některé skupiny bývalého kmene Apusozoa a skupinu Collodictyonida, všechny původně bikontní. Vzhledem k nedostatečné podloženosti fylogenetického postavení Varisulca a jejich podskupin tak mohou Amorfea kvůli své definici některé tyto skupiny postrádat a lišit se tak od podiát, která naopak mohou být nepřirozeným taxonem.

Velmi podobné, jen o něco širší vymezení má superskupina/klad Opimoda. Její zavedení vychází z předpokladu, že fylogenetický strom recentních eukaryot má kořen (posledního společného eukaryotického předka) ve skupině Excavata (u báze kladu Diphoda), ta je proto parafyletická. Opimoda jsou pak Podiata/Amorphea rozšířená o jim fylogeneticky blízké skupiny exkavát (např. malawimonády). Druhou větev eukaryot pak podle této fylogenetické hypotézy tvoří Diphoda.
Z jiné hypotézy o kořeni vývojového stromu eukaryot (v tomto případě mezi krásnoočky (Euglenozoa) a ostatními exkaváty) vychází podobné rozšíření podiát na klad „scotokaryotes“, zahrnující navíc metamonády i malawimonády. Sesterskou linií jsou pak Corticata (jakožto klad) a obě linie v této hypotéze vytvářejí společný klad „neokaryotes“.